# (2523) Ryba
(2523) Ryba – planetoida z pasa głównego asteroid okrążająca Słońce w ciągu 5,24 lat w średniej odległości 3,02 j.a. Odkryła ją 6 sierpnia 1980 roku Zdeňka Vávrová w Obserwatorium Kleť.
Nazwa planetoidy upamiętnia Jakuba Jana Rybę (1765–1815) – czeskiego kompozytora z przełomu klasycyzmu i romantyzmu.